# Reserva Extrativista Marinha do Arraial do Cabo
A Reserva Extrativista Marinha do Arraial do Cabo é uma área protegida do Brasil, classificada como unidade de conservação federal e categorizada como reserva extrativista (ResEx).
Ela foi criada por Decreto Presidencial em 03 de janeiro de 1997, cobrindo uma área de 56.769 hectares do estado do Rio de Janeiro. É administrada pelo  Instituto Chico Mendes de Conservação da Biodiversidade (ICMBio).

## Localização
A Reserva Extrativista Marinha do Arraial do Cabo está localizada no município de Arraial do Cabo, Rio de Janeiro. Possui uma área de 56,769 hectares. A reserva cobre uma área retangular que inclui a cidade de Arraial do Cabo e parte da faixa de terra que se estende para o leste da cidade entre a Lagoa de Araruama e o oceano, assim como uma seção do oceano ao sul da barra e ao sul e leste da cidade.
1. ↑  RESEX Marinha do Arraial do Cabo – ISA, Informações gerais.
2. ↑  RESEX Marinha do Arraial do Cabo – ISA, Informações gerais (mapa).